# رحلة سندباد الذهبية
رحلة سندباد الذهبية (بالإنجليزية: The Golden Voyage of Sinbad)‏ هو فيلم مغامرة تم إنتاجه في المملكة المتحدة وصدر في سنة 1973.

## بطولة
- كارولين مونرو

## الميزانية والإيرادات
بلغت تكلفة إنتاج الفيلم حوالي 982,351 دولار.

## وصلات خارجية
- رحلة سندباد الذهبية على موقع IMDb (الإنجليزية)
- رحلة سندباد الذهبية على موقع روتن توميتوز (الإنجليزية)
- رحلة سندباد الذهبية على موقع قاعدة بيانات الأفلام العربية
- رحلة سندباد الذهبية على موقع ألو سيني (الفرنسية)
- رحلة سندباد الذهبية على موقع Turner Classic Movies (الإنجليزية)
- رحلة سندباد الذهبية على موقع أول موفي (الإنجليزية)
- رحلة سندباد الذهبية على موقع فيلمافينيتي (الإسبانية)
- رحلة سندباد الذهبية على موقع قاعدة بيانات الأفلام السويدية (السويدية)
- رحلة سندباد الذهبية على موقع قاعدة بيانات الفيلم (الإنجليزية)
- رحلة سندباد الذهبية على موقع ليتربوكسد (الإنجليزية)

1. ↑  Australian Classification ID: golden-voyage-sinbad.
2. ↑  وصلة مرجع: http://www.mallorcadiario.com/noticia/296960/vip-noticias/las-mejores-peliculas-rodadas-en-mallorca.html.